# Ітон (Нью-Гемпшир)
Ітон (англ. Eaton) — місто (англ. town) в США, в окрузі Керролл штату Нью-Гемпшир. Населення — 405 осіб (2020).

## Демографія
Згідно з переписом 2010 року, у місті мешкали 393 особи в 196 домогосподарствах у складі 114 родин. Було 291 помешкання
Расовий склад населення:
| - 97,5 % — білих - 0,5 % — чорних або афроамериканців - 0,5 % — азіатів |

До двох чи більше рас належало 1,5 %. Частка іспаномовних становила 1,3 % від усіх жителів.
За віковим діапазоном населення розподілялося таким чином: 10,9 % — особи молодші 18 років, 67,5 % — особи у віці 18—64 років, 21,6 % — особи у віці 65 років та старші. Медіана віку мешканця становила 55,2 року. На 100 осіб жіночої статі у місті припадало 106,8 чоловіків;  на 100 жінок у віці від 18 років та старших — 107,1 чоловіків також старших 18 років.
Середній дохід на одне домашнє господарство  становив 95 470 доларів США (медіана — 70 855), а середній дохід на одну сім'ю — 126 038 доларів (медіана — 73 750). За межею бідності перебувало 4,4 % осіб, у тому числі 0,0 % дітей у віці до 18 років та 2,6 % осіб у віці 65 років та старших.
Цивільне працевлаштоване населення становило 181 особа. Основні галузі зайнятості: освіта, охорона здоров'я та соціальна допомога — 28,2 %, роздрібна торгівля — 16,0 %, науковці, спеціалісти, менеджери — 14,9 %.